# Вятське бароко

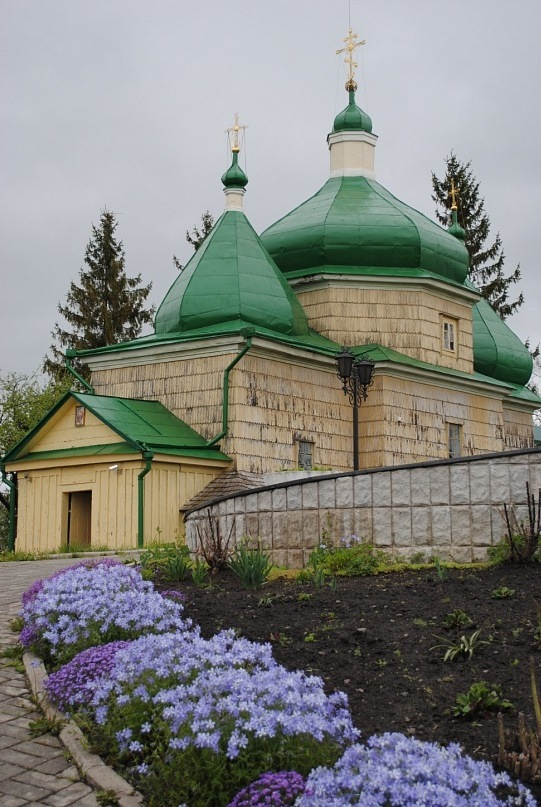
Миколаївська церква (с. Істобенське)

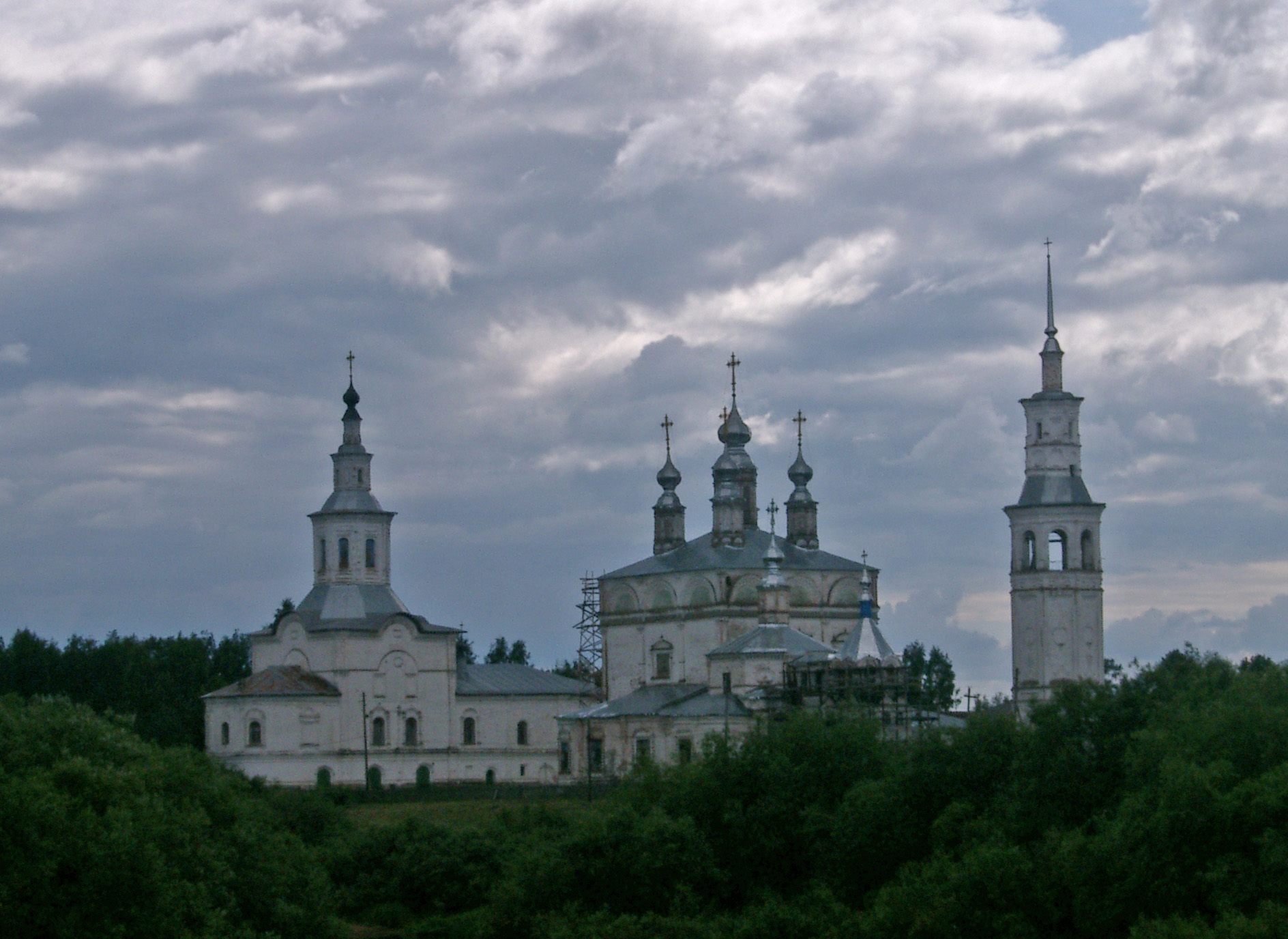
Храмовий комплекс міста Лальськ. XVII—XVIII ст.

Вя́тське баро́ко — архітектурний стиль у мистецтві, що зародився в середині XVIII в Росії, в басейні річки Вятка. Являє собою місцеву архітектурну школу, що тісно пов'язана із народними джерелами.
Фундаментом для виникнення вятського бароко стало кам'яне зодчество, що виникло на В'ятці ще в кінці XVII століття через дорожнечу цегли і намаганні замінити її камінням. Цей стиль увібрав в себе своєрідно інтерпретовані форми столичної архітектури середини XVIII століття, старі традиційні мотиви та елементи петербурзького зодчества, доповнені новим репертуаром прийомів, вироблених на землі Великого Устюга.
Серед численних церков вершиною розквіту є наступні, збудовані під керівництвом Микити та Данила Горинцевих:
- Миколаївська церква (1765-1768) в селі Істобенське, Оричевський район
- Іллінська (1767-74) церква в селі Юр'єво, Котельницький район
- Троїцька церква (1768-70) в місті Кіров
- Троїцька церква (1770-74) в селі Раменьє, Куменський район
- Троїцька церква (1773-78) в селі Єкатерина, Котельницький район

Одним з найбільших комплексів цього стилю є храмовий ансамбль міста Лальськ: п'ятибанний Воскресенський собор (1698—1717 рр.), Благовіщенський собор (освячений в 1761 р.) та дзвіниця (освячена в 1763 р.).